# بول فيلارد
بول أولريش فيلارد (بالفرنسية: Paul Villard)‏ (28 سبتمبر 1860-13 يناير 1934) هو كيميائي وفيزيائي فرنسي.اكتشف أشعة غاما في عام 1900 عندما كان يدرس الأشعة المنبثقة من الراديوم. فيلارد تخرج من مدرسة المعلمين العليا في 1881 وعمل في مختبراتها في قسم الكيمياءحتى تقاعده. ينسب اليه اكتشاف هيدرات الأرجون. أمضى الجزء الأول من حياته (1888-1896) في دراسة مركبات مماثلة تحت ضغط عال. 
انتخب عضوا في أكاديمية العلوم الفرنسية في 1908.